# Robert Dicke
Robert Henry Dicke (ur. 6 maja 1916 w St. Louis, Missouri, USA, zm. 4 marca 1997 w Princeton, New Yersey, USA) – amerykański astronom i fizyk teoretyczny, profesor na Uniwersytecie Princeton.
Dicke wniósł znaczący wkład w rozwój radioastronomii i technologii radarowej, jego prace przyczyniły się do odkrycia mikrofalowego promieniowania tła przez Arno Penziasa i Roberta Wilsona. Współtwórca teorii grawitacji Bransa-Dicke’a, alternatywnej do ogólnej teorii względności Einsteina.

## Życiorys

### Pochodzenie i kariera
„Urodziłem się w St. Louis w stanie Missouri w 1916 roku, ale moje najwcześniejsze wspomnienia pochodzą z Waszyngtonu, gdzie mój ojciec pracował w Urzędzie Patentowym Stanów Zjednoczonych jako ekspert patentowy. Później, kiedy mój ojciec został rzecznikiem patentowym General Railway Signal Corp., przenieśliśmy się do Rochester, N. Y. To właśnie tam, w wieku 5 lat, miałem pierwszy kontakt z nauką. Wszedłem w posiadanie starego obiektywu i byłem zarówno zafascynowany, jak też i zaskoczony jego zachowaniem.”
Początkowo Dick miał zamiar studiować inżynierię.na Uniwersytecie w Rochester i nie wiązał swojej kariery naukowej z fizyką. Pod wpływem Lee Alvina DuBridge i Frederica Seitza, doktoranta z Rochester, po dwóch latach nauki w Rochester, przeniósł się do Princeton.
Podczas pobytu w Princeton opublikował swój pierwszy artykuł badawczy na temat dynamicznego modelu kulistej gromady gwiazd jako idealnej kuli gazowej.
Uzyskał tytuł licencjata na Uniwersytecie Princeton (1939) i doktorat na Uniwersytecie w Rochester (1941). W 1941 roku został naukowcem w laboratorium promieniowania MIT. W 1946 mianowany profesorem nadzwyczajnym, a od 1955 profesor zwyczajny na Uniwersytecie Princeton. Przewodniczył Wydziałowi Fizyki Princeton w latach 1967–1970. W 1967 roku przyjęty do National Academy of Sciences / Narodowa Akademia Nauk Stanów Zjednoczonych. W 1975 został mianowany profesorem nauk Alberta Einsteina w Princeton, w 1984 został emerytowanym profesorem.

### Życie prywatne
W 1942 roku poślubił Annie Currie (1920 – 2005) którą poznał podczas studiów w Princetown. Mieli jedną córkę Nancy (ur. 1945) i dwóch synów: Johna (ur. 1946) i Jamesa (ur. 1953). W chwili śmierci Dicke’a mieli sześcioro wnucząt i prawnuka. [19]

## Osiągnięcia naukowe
W latach czterdziestych pracował nad rozwojem systemów radarowych i urządzeniami do rejestracji promieniowania mikrofalowego /w tym radar jednopęgowy i spójny radar impulsowy/. W 1944 roku opracował radiometr mikrofalowy, /radiometr Dicke’a/ który stał się integralną częścią większości nowoczesnych radioteleskopów. Na jego bazie została skonstruowana antena przy pomocy której w 1966 Arno Penzias i Robert Wilson odkryli mikrofalowe promieniowanie tła. Przyznanie im Nagrody Nobla za to osiągnięcie z pominięciem Dicke’a wzbudziło kontrowersje w środowisku naukowym. Wskazywano, że to właśnie Dicke opracował zasady działania samej anteny, niezależnie od Gamowa przewidział istnienie mikrofalowego promieniowania tła i dokonał jego identyfikacji w wynikach prac obu uczonych.
Nieuwzględnienie wcześniejszych prac Gamowa /, a więc hipotetyczne posądzenie o plagiat/ było prawdopodobną przyczyną pominięcia Dicke’a jako kandydata do Nagrody Nobla.
„Jest jeden niefortunny i żenujący aspekt naszej pracy nad promieniowaniem mikrofalowym. Nie udało nam się dokonać odpowiedniego wyszukiwania literatury i przegapiliśmy ważniejsze prace Gamowa, Alphera i Hermana. Muszę wziąć za to główną winę, ponieważ inni członkowie naszej grupy byli zbyt młodzi, by poznać te stare artykuły. W dawnych czasach słyszałem przemówienie Gamowa w Princeton, ale zapamiętałem jego modelowy wszechświat jako zimny i początkowo wypełniony tylko neutronami.”
Ważnym wkładem w dziedzinie spektroskopii i transferu radiacyjnego było jego przewidywanie zjawiska zwanego zwężeniem Dicke. Efekt ten występuje przy stosunkowo niskim ciśnieniu w regionach fal milimetrowych i mikrofalowych (gdzie jest używane w zegarach atomowych w celu poprawy precyzji). Zwężenie Dicke jest analogiczne do efektu Mössbauer dla promieni gamma.
Przeprowadził serię badań na ten temat, z których najbardziej znaczącym był eksperyment testujący zasadę równoważności (tzn.  że masa grawitacyjna ciała jest równa jego masie bezwładnościowej), która stanowi kamień węgielny koncepcji grawitacji Einsteina – ogólnej teorii względności.
Wraz z Carlem Bransem zbadał ideę zmiany stałej grawitacyjnej, która po raz pierwszy została zaproponowana w 1937 roku przez Paula Diraca. Dicke i Brans opracowali teorię grawitacji, w której stała grawitacyjna jest wielkością zmienną, powiązaną z procesem ekspansji Wszechświata. Dane obserwacyjne nie potwierdziły słuszności tej teorii, obecnie jest ona jednak istotną częścią teorii superstrun.
Nie porzucił swoich pasji inżynierskich – jest autorem 50 patentów z różnych dziedzin wiedzy / jednym z najważniejszych jest laser na podczerwień/.
W programie Apollo wykorzystano jego badania dotyczące precyzyjnego pomiaru odległości z Ziemi do sztucznego satelity / wraz z Williamem F. Hoffmanem i Robertem Krotkowem w 1960 roku/.
Fizykowi przypisuje się również wynalezienie wzmacniacza blokującego niepożądany sygnał / szum / – polska nazwa woltomierz homodynowy. On sam jednak później twierdził, że nie jest wynalazcą tego urządzenia. Sama jednak idea funkcjonowania urządzenia jest jednak prawdopodobnie autorstwa Dicke’a.
Mam zabawne wspomnienie dotyczące projektu Lamp Light. Byłem tam tylko dwa tygodnie i mieliśmy rodzaj seminarium wczesnym popołudniem, ostatniego dnia, kiedy tam byłem. Właśnie przygotowywałem się do wyjazdu i pomyślałem o pomyśle jak uniknąć zagłuszania szumów, na radarze. Narysowałem to i przekazałem Zachowi /Jerrold R. Zacharias/, gdy wychodziłem z pokoju. Być może wspomniałem o tym krótko, co myślałem, a on powiedział: „Zapisz go” I nigdy więcej o tym nie słyszałem. Wiele lat później pewnego dnia byłem w samolocie, pracowałem, miałem kilka notatek, a facet obok mnie spojrzał i zobaczył moje nazwisko, Dicke. Powiedział: „Czy ty jesteś ten Dicke od „Dicke Fix”?” Zapytałem: „Co to jest „Dicke Fix”?” Opisał mi to i oczywiście był to ten wynalazek!

## Wybrane nagrody i wyróżnienia[1]
- 1971: U.S. Medal of Science[6]
- 1973: NASA Exceptional Scientific Achievement Medal – za wkład w program „Apollo”
- 1973: Comstock Prize
- 1974: Elliot Cresson Medal
- 1991: Pioneer Award – za radiometr Dicke’a
- 1992: Beatrice M. Tinsley Prize